# Rodbina Borghese
Borghese je priimek blagorodne italijanske rodbine s plemiško in papeško preteklostjo. Rodbina Borghese oziroma Borghesi izvira iz Siene, kjer je pridobila veljavo v 13. stoletju v službi komune. Glava družine, Marcantonio, se je v 16. stoletju preselil v Rim, kjer so po izvolitvi njegovega sina Camilla za papeža Pavla V., leta 1605, Borghesejevi pridobili vpliv in bogastvo. Bili so ena od vodilnih družin Črnega plemstva in so tesno povezani z Vatikanom.

## Rodbina Borghese (Borghesi) v Sieni
Začetnik rodbine je bil Tiezzo da Monticiano, sienski trgovec z volno v 13. stoletju. Rodbina je dobila ime po njegovem vnuku Borgheseju. Med pomembnejše sienske Borgheseje sodijo:
- Agostino (1390–1462), znamenit borec v vojnah med Sieno in Firencami, ki ga je papež Pij II. imenoval za palatinskega grofa, Sigismund Luksemburški pa za grofa Svetega rimskega cesarstva.
- Niccolò (1432–1500), književnik, filozof in pomembna politična osebnost v Sienski republiki, član politične frakcije Monte dei Nove.
- Pietro (1469–1527), ki ga je papež Leon X. imenoval za rimskega senatorja in je bil ubit med četrto plenitvijo Rima.
- Marcantonio (1504–1574), politik in odvetnik v službi papeža.

## Rodbina Borghese (Borghesi) v Rimu
Glava družine in sienski patricij, Marcantonio, se je leta 1541 preselil v Rim in Borghesi so se hitro prebili v višje sloje rimske družbe. Vrhunec so dosegli leta 1605, ko je bil Marcantoniev sin, Camillo Borghese, izvoljen za papeža Pavla V. Pavel V. je bil nezadržen nepotist. Svojega brata Francesca (1556–1620) je imenoval za vojvodo Rignana in generala papeške vojske, drugega brata Giambattisto (1554–1609) za guvernerja Borga in graščaka Angelskega gradu, sina svoje sestre Ortensie, Scipioneja Caffarellija (1577–1633), pa za kardinala. Slednjega je posvojil za sina, ki je tako postal Scipione Borghese. Scipioneju je 17. novembra 1609 podelil tudi naziv knez Vivera. Kot razširjena rodbina so se Borghesi uvrščali med največje veleposestnike na Rimski poljani (Campagna romana). Bogateli so s strateškim obvladovanjem svojih posesti, s pridobivanjem monopolov nad mlini in s pravicami do upravljanja gostišč.
Tako je rodbina Borghese postala še vplivnejša in bogatejša. Imenu Pavla V. v številnih uradnih napisih sledi naziv Romanus za podkrepitev nove družinske vezi z Rimom. Scipione je bil velik podpornik umetnosti. Pod njegovim skrbstvom se je razcvetela družinska zbirka umetnin. Prvotno so jo hranili na družinskem sedežu v Rimu, v palači Borghese, leta 1903 pa so ustanovili galerijo Borghese na obstoječi družinski posesti.
Marcantonio II. (1598–1658), Giambattistov sin, je bil leta 1610 imenovan za kneza Sulmone (španski velikaš, grande prvega razreda), znova po zaslugi Pavla V., ki je  v tem primeru vplival na španskega kralja Filipa III. Marcantonio II. se je leta 1619 poročil s Camillo Orsini, s čimer je postal dedič obeh družin, Borghese in Orsini. Njegov sin Paolo (1624–1646) se je poročil z Olimpio Aldobrandini, kneginjo Rossansko. S slednjo poroko so Borghesi postali upravičeni tudi do družinske zapuščine rodbine Aldobrandini, čeprav so jim to pravico priznali šele leta 1769 po dolgotrajnih sodnih bitkah. Paolovi nazivi in tudi Olimpijin knežji naziv, so se prenesli na njunega vnuka Marcantonia III. (1660–1729), ki je postal tudi podkralj Neaplja.
Njegov vnuk Marcantonio IV. (1730–1800), knez Sulmone in Rossana, je bil senator Rimske republike 18. stoletja. Njegov sin Camillo Filippo Ludovico (1775–1832) se je priključil napoleonovi vojski in je pozneje postal eden od njenih generalov. Leta 1803 se je poročil z Napoleonovo sestro, Pauline Bonaparte, lahkoživo vdovo generala Charlesa Leclerca. Camillo je leta 1806 postal vojvoda Guastallski, med letoma 1807 in 1814 pa je bil guverner Piemonta. S prodajo borgheške zbirke starin je obogatil novi louvrski muzej. Po strmoglavljenju Napoleona se je ločil od Pauline in se umaknil v zasebnost v Firence. Umrl je brez potomcev.
Drugi sin Marcantonia IV., knez Francesco Borghese-Aldobrandini (1776–1839), je bil prav tako general v Napoleonovi vojski in je podedoval Camillovo celotno imetje.
Njegov pravnuk, knez Scipione Borghese, 10. princ Sulmonski (1871–1927), je bil industrialec in športnik. Spominjajo se ga po sodelovanju in zmagi na avtomobilistični dirki od Pekinga do Pariza leta 1907 v spremstvu novinarja Luigija Barzinija starejšega.
Njegov nečak Junio Valerio Borghese (1906–1974), mornariški častnik in prejemnik zlate medalje za hrabrost, je leta 1967 ustanovil skrajno desničarsko Nacionalno fronto (Fronte Nazionale). Leta 1970 je pobegnil v Španijo zaradi obtožb, da načrtuje državni udar.
Danes obstajajo 4 veje rodbine Borghese: 
- Borghese, potomci Francescovega sina Marcantonia V., knezi Sulmone, knezi Rossana, itd.
- Borghese-Aldobrandini, potomci Francescovega sina Camilla, knezi Meldole
- Borghese-Salviati, potomci Francescovega sina Scipioneja, vojvode Giulianski
- Borghese-Torlonia, potomci Francescovega vnuka Giulia (1847–1914), ki se je poročil s kneginjo Anno Mario Torlonia, knezi Fucina.

## Znameniti družinski člani
- Papež Pavel V. (1605–1621), rojen kot Camillo Borghese (1550–1621)
- Scipione Borghese (1577–1633): kardinal, Berninijev mecen in nečak papeža Pavla V.
- Francesco Scipione Maria Borghese (1697–1759): kardinal
- Marcantonio Borghese (1730–1800): obnovil Villo Borghese in njene vrtove
- Camillo Filippo Ludovico Borghese (1775–1832): drugi mož Pauline Bonaparte
- Pauline Borghese, rojena Bonaparte (1780–1825): Napoleonova sestra in žena Camilla Borgheseja
- Scipione Borghese (1871–1927): politik in raziskovalec
- Paolo Borghese (1904–1985): vojvoda bomarški in mož Marcelle Borghese
- Junio Valerio Borghese (1906–1974): italijanski mornariški poveljnik in politik
- Marcella Borghese, rojena Fazi (1911–2002): podjetnica, izdelovalka kozmetike in žena Paola Borgheseja
- Lorenzo Borghese (rojen 1972): podjetnik in televizijska osebnost